# Рональда Рейгана (станція швидкісного трамвая)
50°30′41″ пн. ш. 30°35′44″ сх. д. / 50.51139° пн. ш. 30.59556° сх. д.
«Рональда Рейгана» (у 2000–2008 — «Драйзера», у 2012—2024 — «Теодора Драйзера») — станція Лівобережної лінії Київського швидкісного трамвая, розташована між станціями «Сержа Лифаря» і «Каштанова». Відкрита 26 травня 2000 року. Названа за однойменною вулицею. 1 січня 2009 року закрита на реконструкцію. Знову відкрита 24 жовтня 2012 року.
На місці станції в майбутньому планується побудувати станцію «Вулиця Драйзера» Лівобережної лінії Київського метрополітену.

## Галерея

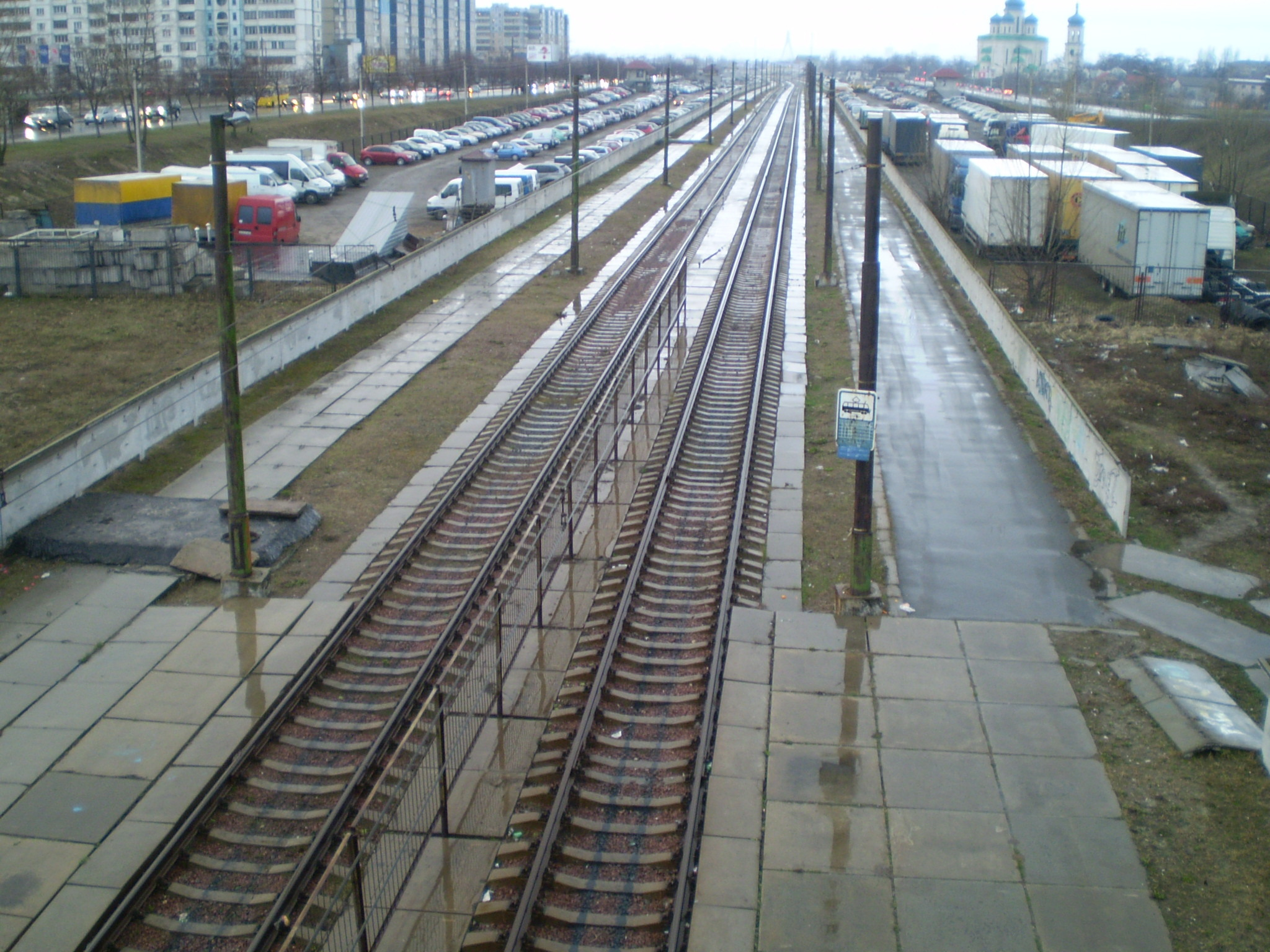
Станція «Рональда Рейгана» до реконструкції